# Cute Poison (Prison Break)
Cute Poison este al patrulea episod al serialului de televiziune Prison Break. A fost transmis în SUA pentru prima dată în 12 septembrie 2005. Episodul a fost regizat de Matt Earl Beesley, secenariul fiind scris de Matt Olmstead. Cuvintele titlului episodului „Cute Poison” (traducere „Otravă atrăgătoare”) reprezintă unul din tatuajele de pe corpul lui Michael Scofield, care îi servește în planul de evadare.